# 2001
2001 (MMI) je bilo navadno leto, ki se je po gregorijanskem koledarju začelo na ponedeljek. Po uradni interpretaciji gregorijanskega koledarja je 2001 prvo leto v 21. stoletju in 3. tisočletju, vendar je večina ljudi praznovala prihod 3. tisočletja že 1. januarja 2000.

## Dogodki

### Januar – junij
- 1. januar – začetek tretjega tisočletja in 21. stoletja.
- 8. januar – skoti se Noah, mladič indijskega bizona in prvi kloniran primerek ogrožene vrste, a pogine kmalu po tem.
- 15. januar – Wikipedija začne delovati kot samostojen projekt.
- 20. januar – George W. Bush postane 43. predsednik Združenih držav Amerike.
- 26. januar – močan potres prizadene indijsko deželo Gudžarat in zahteva več kot 20.000 žrtev.
- 9. februar – ameriška podmornica USS Greeneville v bližini Havajev trči v japonsko ribiško ladjo Ehime-Maru, ki se v nesreči potopi.
- 12. februar – Nasina vesoljska sonda NEAR Shoemaker se spusti na površino asteroida 433 Eros kot prvo vesoljsko plovilo, ki je pristalo na asteroidu.
- 14. februar – italijanska vlada s sprejemom »zaščitnega zakona« uredi status slovenske manjšine v Italiji na državni ravni.
- 18. februar – agent FBI Robert Hanssen je aretiran in obtožen petnajstletnega vohunjenja za Sovjetsko zvezo.
- 19. februar – v Združenem kraljestvu izbruhne epidemija slinavke in parkljavke, ki povzroči ogromno škodo v živinoreji in turizmu.
- 2. marec – Talibani pričnejo minirati kipa Bud iz Bamijana v Afganistanu, spomenik svetovne dediščine.
- 23. marec – ruska vesoljska postaja Mir s padcem v Pacifik konča svojo pot, začeto 19. februarja 1986.
- 1. april – 
  - hainanski incident: kitajski lovec prisili k pristanku ameriško opazovalno letalo Lockheed EP-3, ki je vdrlo v kitajski zračni prostor.
  - nekdanji jugoslovanski predsednik in obtoženec za vojne zločine Slobodan Milošević se preda posebnim policijskim silam, ki so oblegale njegovo beograjsko vilo.
  - Nizozemska kot prva država na svetu uzakoni možnost istospolne poroke.
- 21. april – slovenska hokejska reprezentanca se z zmago s 16:0 nad Estonijo na zadnji tekmi Svetovnega hokejskega prvenstva skupine B v Ljubljani prvič uvrsti v elitno skupino svetovnega hokeja.
- 28. april – prvi vesoljski turist, Američan Dennis Tito, poleti v vesolje z Bajkonurja.
- 24. maj – šerpa Temba Tsheri s šestnajstimi leti postane najmlajša, ki se ji je uspelo povzpeti na Mount Everest.
- 1. junij – nepalski princ Dipendra postreli člane kraljeve družine v katmandujski palači in si na koncu sodi sam (po neuradni razlagi so vsi umorjeni).
- 16. junij – na Brdu pri Kranju se prvič sestaneta ameriški predsednik George W. Bush in ruski predsednik Vladimir Putin.
- 7. junij – Tony Blair in njegovi Laburisti zmagajo na parlamentarnih volitvah v Združenem kraljestvu.
- 20. junij – Pervez Mušaraf postane predsednik Pakistana.

### Julij – december
- 20.–22. julij – vrh skupine G8 v Genovi spremljajo množične demonstracije protiglobalistov, med katerimi policija ubije enega protestnika in težje rani več drugih.
- 24. julij – Simeon Saxe-Coburg-Gotha, zadnji bolgarski cesar, priseže kot bolgarski premier in tako postane edini monarh, ki je po prehodu v demokracijo spet dobil oblast.
- 24. avgust – podjetje Microsoft izda Windows XP, enega svojih najbolj priljubljenih operacijskih sistemov.
- 11. september – teroristični napad na več tarč v Združenih državah Amerike.
- 7. oktober – invazija na Afganistan: ZDA na čelu zavezništva v vojni proti terorizmu napadejo Afganistan.
- 26. oktober – ameriški predsednik George W. Bush podpiše t. i. patriotski zakon (Patriot Act), ki močno razširi pooblastila ameriških oblasti v boju proti terorizmu.
- 10. november – Ljudska republika Kitajska postane članica Svetovne trgovinske organizacije po 15 letih pogajanj.
- 12. november – potniško letalo strmoglavi na newyorški predel Queens nekaj minut po vzletu z mednarodnega letališča John F. Kennedy, pri čemer umre vseh 260 ljudi na krovu.
- 14. november – slovenska nogometna reprezentanca se po dodatnih kvalifikacijah z Romunijo prvič v zgodovini uvrsti na svetovno prvenstvo v nogometu.
- 2. december – afera Enron: podjetje Enron razglasi bankrot, daleč največji bankrot v ekonomski zgodovini ZDA.
- 13. december – v oboroženem napadu na indijski parlament umre 12 ljudi; sumi o vpletenosti Pakistana privedejo na rob vojne med državama.

## Rojstva
- 2. marec – Žak Mogel, slovenski smučarski skakalec
- 16. maj – Katra Komar, slovenska smučarska skakalka
- 17. junij – Janja Šegel, slovenska plavalka
- 21. junij – Alexandra Obolentseva, ruska šahistka
- 9. avgust – Jerneja Brecl, slovenska smučarska skakalka
- 25. oktober – Elizabeta Belgijska, belgijska prestolonaslednica
- 4. december – Jan Bombek, slovenski smučarski skakalec
- 28. december – Madison De La Garza, ameriška igralka

## Smrti
- 5. januar – Elizabeth Anscombe, britanska filozofinja (* 1919)
- 12. januar – Adhemar da Silva, brazilski atlet (* 1927)
- 18. januar – Sergej Kraigher, slovenski partizan in politik (* 1914)
- 29. januar – Ninian Smart, škotski religiolog in filozof (* 1927)
- 19. februar – Stanley Kramer, ameriški filmski režiser (* 1913)
- 24. februar – Claude Elwood Shannon, ameriški matematik (* 1916)
- 21. marec – Richard Mervyn Hare, britanski filozof (* 1919)
- 31. marec – Clifford Shull, ameriški fizik, nobelovec (* 1915)
- 4. april – Liisi Oterma, finska astronomka (* 1915)
- 7. april – David Graf, ameriški igralec (* 1950)
- 15. april – Joey Ramone, ameriški glasbenik (* 1951)
- 25. april – Majda Potokar, slovenska igralka (* 1930)
- 11. maj – Douglas Adams, britanski pisatelj (* 1952)
- 1. junij – Birendra, nepalski kralj (* 1945)
- 3. junij – Anthony Quinn, ameriški filmski igralec (* 1915)
- 11. junij – Timothy James McVeigh, ameriški terorist (* 1968)
- 17. junij – Donald J. Cram, ameriški kemik, nobelovec (* 1919)
- 21. junij – John Lee Hooker, ameriški glasbenik (* 1917)
- 27. junij – Jack Lemmon, ameriški filmski igralec (* 1925)
- 28. junij – Mortimer Jerome Adler, ameriški filozof (* 1902)
- 1. julij – Nikolaj Genadijevič Basov, ruski fizik, nobelovec (* 1922)
- 18. julij – Tomaž Terček, slovenski TV in radijski voditelj ter novinar (* 1937)
- 6. avgust – France Rozman, slovenski duhovnik, teolog, biblicist, prevajalec in profesor (* 1931)
- 20. avgust – sir Fred Hoyle, britanski astronom, astrofizik, kozmolog, matematik, pisatelj, popularizator znanosti (* 1915)
- 2. september – Christiaan Barnard, južnoafriški kirurg (* 1922)
- 18. november – Ela Peroci, slovenska pisateljica in novinarka (* 1922)
- 24. november – Vinko Kambič, slovenski zdravnik otolaringolog (* 1920)
- 29. november – George Harrison, britanski glasbenik (* 1943)
- 20. december – Léopold Sédar Senghor, senegalski politik in politični filozof (* 1906)

## Nobelove nagrade
- Za fiziko: Eric Allin Cornell, Wolfgang Ketterle in Carl Edwin Wieman
- Za kemijo: William S. Knowles, Rjodži Nojori in K. Barry Sharpless
- Za fiziologijo ali medicino: Leland H. Hartwell, Tim Hunt in Sir Paul Nurse
- Za književnost: V.S. Naipaul
- Za mir: Organizacija združenih narodov in Kofi Anan
- Za ekonomijo: George A. Akerlof, A. Michael Spence in Joseph Stiglitz